# Nicolò Partenio Giannettasio

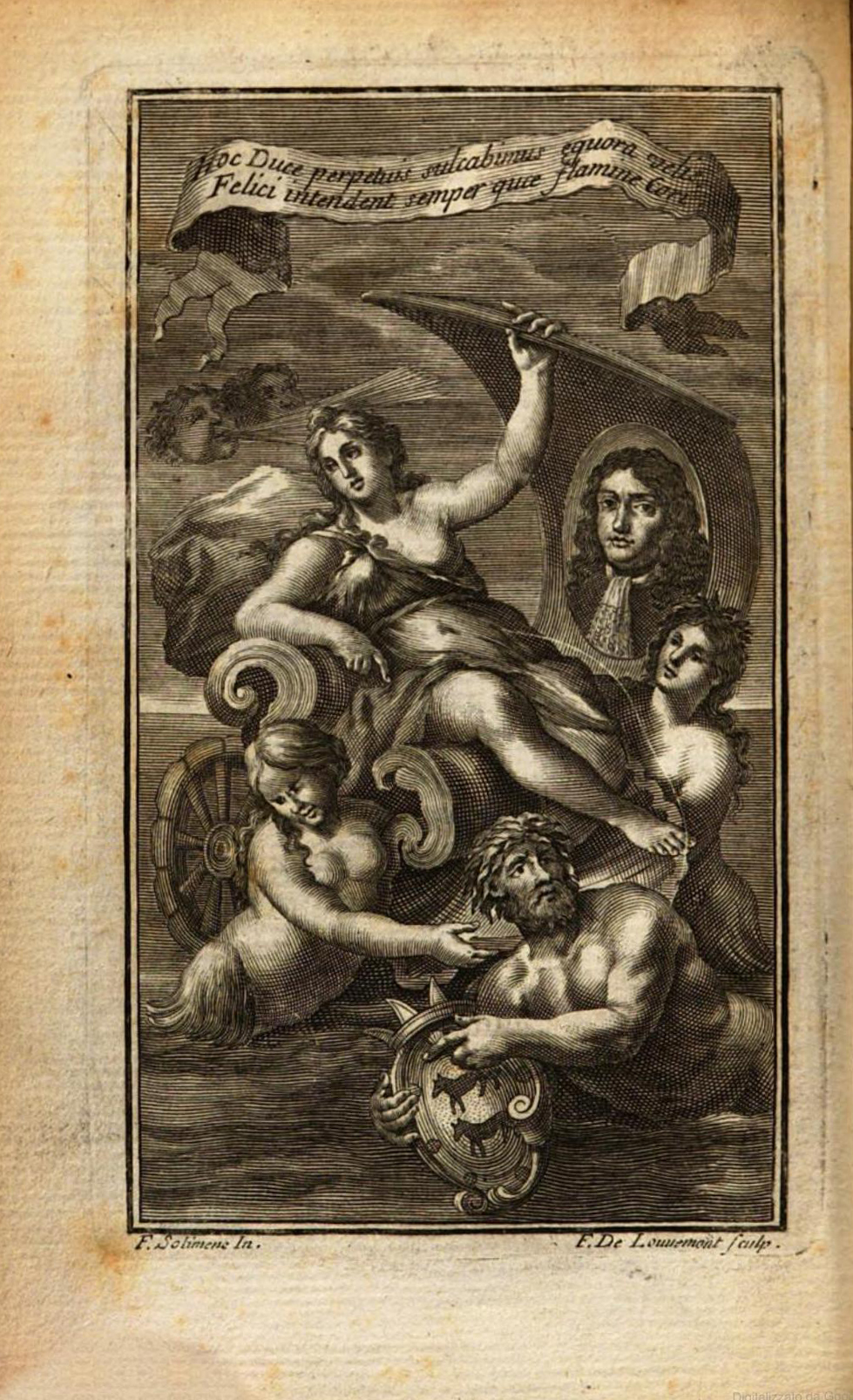
Nicolò Partenio Giannettasio

Nicolò Partenio Giannettasio SJ (* 5. März 1648 in Neapel; † 10. September 1715) war ein italienischer Universalgelehrter und neulateinischer Dichter.

## Leben
Giannettasio verlor 1656 die ganze Familie durch eine Seuche. Aufgrund dessen konnte er kaum geregelten Unterricht erhalten. Dennoch lernte er leicht Grammatik und Latein und erwarb auch gute Kenntnisse in Mathematik. Danach wand er sich dem Studium des Griechischen und Hebräischen zu und immatrikulierte sich mit fünfzehn Jahren für ein Studium der Philosophie und der Jurisprudenz. Am 7. September 1666 trat er der Gesellschaft Jesu bei und wurde Lehrer am Jesuitenkollegien in Amantea (Kalabrien), wo er Latein und Griechisch lehrte, dann Theologie in Palermo und Neapel und schließlich Philosophie in Reggio Calabria. Im Jahr 1679 wurde er nach Neapel gerufen, wo er bis 1705 Mathematik unterrichtete.
Ein anonymer Autor, angeblich ein Jesuit, machte ihn zur Hauptfigur des Dialogs „Giannettasius, vel De animarum transmigratione pythagorica“, woraus man uaf einen gewissen Bekanntheitsgrad schließen kann.
In der Zeit in Neapel verfasste er die meisten seiner Schriften. Unter anderen: Universalis Cosmographiae elementa (Neapel 1688), Universalis Geographiae elementa (1692), Piscatoria et nautica (1685), Halieutica (1689), Bellica (1697), sowie Gedichte zu den drei Jahreszeiten: Aestates Surrentinae (1696), Autumni Surrentini (1698) und Ver Herculanum (1704). Ein viertes gedicht zum Winter Hyemes Puteolanae wurde posthum in der Ausgabe Eruditus Annus (1722) herausgegeben.
Giannettasio präsentiert sich als gelehrter Dichter; seine Verse sind voll von historischen, geographischen und topographischen Bezügen, doch verwendet er einen einfachen Stil.
Im Jahr 1705 beendete er seine Lehrtätigkeit und zog sich nach Sorrent zurück. Dort widmete er sich seinen Studien und der Publikation seiner Werke. Dabei wurde er von Graf Antonio Rambaldo unterstützt.
Bereits 1701 hatte er die Historia Neapolitana begonnen, die im Jahr 1713 in drei Bänden veröffentlicht wurde, eine Arbeit, die vom Erzbischof Kardinal Giacomo Cantelmo in Auftrag gegeben worden war. Darin behandelt er die Geschichte der Stadt von Anfang an bis 1582. Einen zweiten Teil, den er angekündigt hatte, blieb unvollendet.

## Werke
- Piscatoria et Nautica, Neapel 1685 (zweite, erweiterte Auflage Neapel 1686, weitere Auflagen 1692 und 1715).
- Universalis cosmographiae elementa, Neapel 1688 (didaktisches Werk)
- Halieutica, Neapel 1689
- Universalis geographiae elementa, Neapel 1692 (didaktisches Werk)
- Aestates Surrentinae, Neapel 1696 (Teil 1 der Gedichte zu den Jahreszeiten)
- Bellica, Neapel 1697
- Autumni Surrentini, Neapel 1698 (Teil 2 der Gedichte zu den Jahreszeiten)
- Ver Herculanum, Neapel 1704 ((Teil 3 der Gedichte zu den Jahreszeiten))
- Historia Neapolitana, Neapel 1713 (in 3 Teilen, von Zeitgenossen als wenig eigenständig kritisiert)
- Naumachica, Seu De Bello Navali Libri V, Neapel 1715
- Opera omnia poetica, Neapel 1715 (Gesamtausgabe des poetischen Werks, finanziert von Antonio Rambaldo, Gianettasios Mäzen)
- Annus eruditus, Neapel 1722 (posthume Ausgabe; enthält auch die 14 Gedichte Hyemes Puteolanae = Teil 4 der Gedichte zu den Jahreszeiten)

## Bibliographie
- Fabio Tarzia: Giannettasio, Nicola Partenio. In: Mario Caravale (Hrsg.): Dizionario Biografico degli Italiani (DBI). Band 54: Ghiselli–Gimma. Istituto della Enciclopedia Italiana, Rom 2000.